# 流程增益

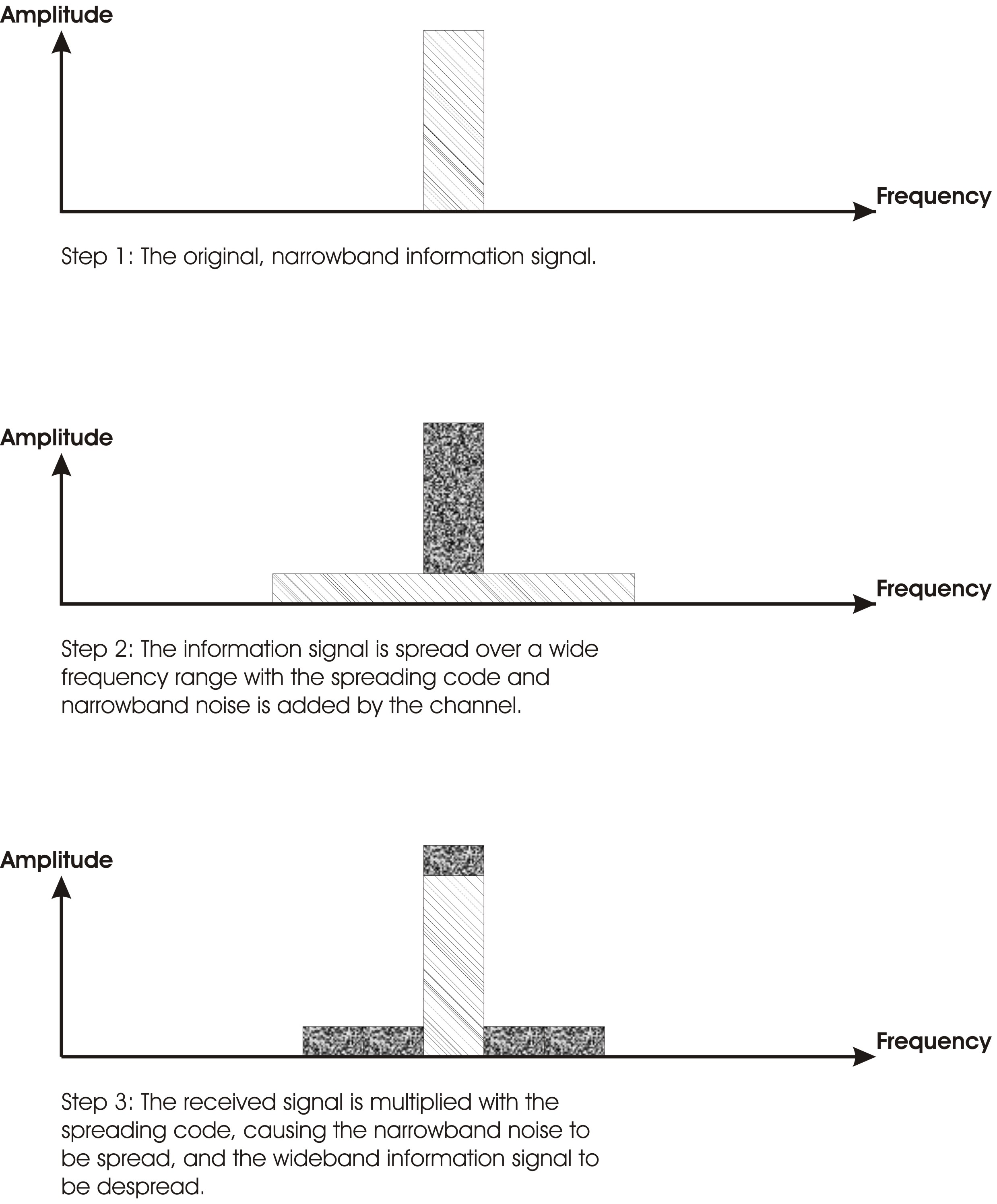
Spread spectrum system resistance against narrowband interference

流程增益(Process gain)（或處理增益）是在一個擴頻系統中傳播頻寛和未傳播頻寛之比。通常以分貝（dB）表示。
例如，如果一個 1 kHz 的信號被擴展到 100 kHz，流程增益以數值比表示為100000/1000 = 100。或者以分貝表示，10log10(100) = 20 dB.
請注意，流程增益不降低頻寛熱噪聲的影響。 可以證明出當非展頻系統具有相同的調製格式，一個直接序列展頻（DSSS）系統具有完全相同的比特錯誤行為。
因此，在加性高斯白噪聲（AWGN）的頻道無受到干擾，展頻系統要求使用相同的發射器功率作為非展頻系統，
所有其他的東西都是平等的。
不同於傳統的通信系統，然而，一個直接序列擴頻（DSSS）系統確實具有一定的阻力抵抗窄帶的干擾，干擾並不受到直接序列擴頻（DSSS）信號的流程增益，因此，信號與干擾的比值變高了。
在調頻（FM），流程增益可以表示為：
{\displaystyle G_{p}={\cfrac {1.5B_{n}\Delta f^{2}}{W^{3}}}}
Gp 是處理增益
Bn 是雜訊頻寬
Δf 是峰值頻率的差值
W 是正弦調製頻率